# Од
Вижте пояснителната страница за други значения на Од.
Од (на френски: Aude; на латински: Atax) е река в Южна Франция (департаменти Източни Пиренеи, Ариеж и Од), вливаща се в Средиземно море. Дължина 224 km, площ на водосборния басейн 5327 km².

## Географска характеристика
Река Од води началото си от малкото високопланинско езеро Од (3 ха), разположено на 2136 m н.в., на северния склон в източната част на планината Пиренеи, в западната част на департамента Източни Пиренеи. До град Лиму, където излиза от планините тече на север в дълбока и тясна долина с множество бързеи. След това навлиза в крайната западна част на Ронската низина, където долината ѝ става широка и плитка, а течението се успокоява. При град Каркасон завива на изток и запазва тази посока до устието си. Влива се в западната част на Лионския залив на Средиземно море, на 15 km източно от град Нарбон.
Водосборният басейн на Од обхваща площ от 5327 km². На североизток и югоизток водосборният басейн на Од граничи с водосборните басейни на реките Орб, Агли и Тет, вливащи се в Средиземно море, а на запад и северозапад – с водосборния басейн на река Гарона, вливаща се в Атлантическия океан.
Основни притоци:
- леви – Фрекел (63 km, 932 km²), Сес (54 km, 269 km²);
- десни – Орбийо (84 km, 680 km²).

Река Од има предимно дъждовно подхранване с ясно изразено земно пълноводие. Среден годишен отток в долното течение 43,6 m³/sec.

## Стопанско значение, селища
В горното течение водите на Од се използват предимно за битово водоснабдяване, а в долното – за напояване. В един голям отрязък от долното ѝ течение, успоредно на нея преминава участък от Южния плавателен канал на Франция, свързващ река Гарона със Средиземно море.
Долината на реката е сравнително слабо населена, като най-големите селища са: Лиму и Каркасон в департамента Од.